# Rohr (Argovia)
Rohr es una antigua comuna suiza del cantón de Argovia, situada en el distrito de Aarau, comuna de Aarau. Limitaba al norte con la comuna de Biberstein, al este con Auenstein, al sur con Buchs, y al occidente con Aarau y Küttigen.
La comuna fue absorbida por la ciudad de Aarau el 1 de enero de 2010.